# Миглена Селишка
Миглена Георгиева Селишка е българска състезателка по свободна борба. На 13 февруари 2020 година става европейска шампионка по борба до 50 килограма.
Другите и успехи са сребърен медал от европейското първенство през 2019 година и бронзов медал от европейските игри през 2019 година в Минск.

## Други успехи
- 5 място СП 2017 до 23 г.
- 3 място ЕП 2017 до 23 г.
- 3 място СП 2014, 2016 за девойки
- 1 място ЕП 2013, 2014, 2015 за девойки
- 2 място СП 2013 за кадетки
- 2 място ЕП 2012 за кадетки
- 5 място ЕП 2013 за кадетки